# Vyvražďování alavitů
Vyvražďování alavitů jsou masakry alavitů, které probíhají od prosince 2024 v Sýrii,  převážně v Latákii, kde bezpečnostní síly i milice spojené se syrskou přechodnou vládou zabily stovky civilistů. K 12. březnu 2025 hlásila nezávislá nevládní organizace Syrian Network for Human Rights (SNHR) 803 obětí, zatímco nezávislá organizace Syryan Observatory for Human Rights (SOHR) uváděla 1 383 mrtvých civilistů. Syrský prezident Ahmad Šaraa popřel odpovědnost a obvinil Asadovy loajalisty. Přislíbil vyšetřování a potrestání viníků. Masakry byly označeny za genocidní organizacemi SOHR, Lemkinovým institutem, Christian Solidarity International a dalšími.

## Masakry

### Před masakry
Po pádu režimu prezidenta Bašára al-Asada 25. prosince vypukly v Sýrii první protesty, když se na sociálních sítích objevilo video o zničení alavitské svatyně. Ačkoliv bylo rychle vyvráceno, vyvolalo obavy mezi alavity a sunnity. Po pádu režimu došlo k násilí vůči menšinám, někdy pravdivému, jindy šířenému propagandou. Napětí vzrostlo po přepadení bezpečnostních sil bývalými provládními bojovníky v Tartúsu. Organizace pro osvobození Levanty (Hay'at Tahrir al-Sham – HTS) nasadila elitní jednotky proti režimním milicím, bezpečnost v menšinových oblastech zůstávala roztříštěná.

### Leden 2025
Dne 14. ledna 2025 oznámila organizace SOHR, že alavitští civilisté z Tasninu v oblasti Homs byli cílem ozbrojenců, kteří se označili za příslušníky Velitelství vojenských operací. Podle SOHR ozbrojenci zahájili rozsáhlou operaci zatýkání ve vesnici od časného rána až do odpoledne 16. ledna.  Během operace útočníci zapálili sedm domů a bylo zabito šest civilistů. Několik vesničanů a starších obyvatel Tasninu a okolních osad se pokusilo ohlásit masakr syrským vládním policistům a bezpečnostním silám, ale nedostalo žádnou odpověď.

### Březen 2025

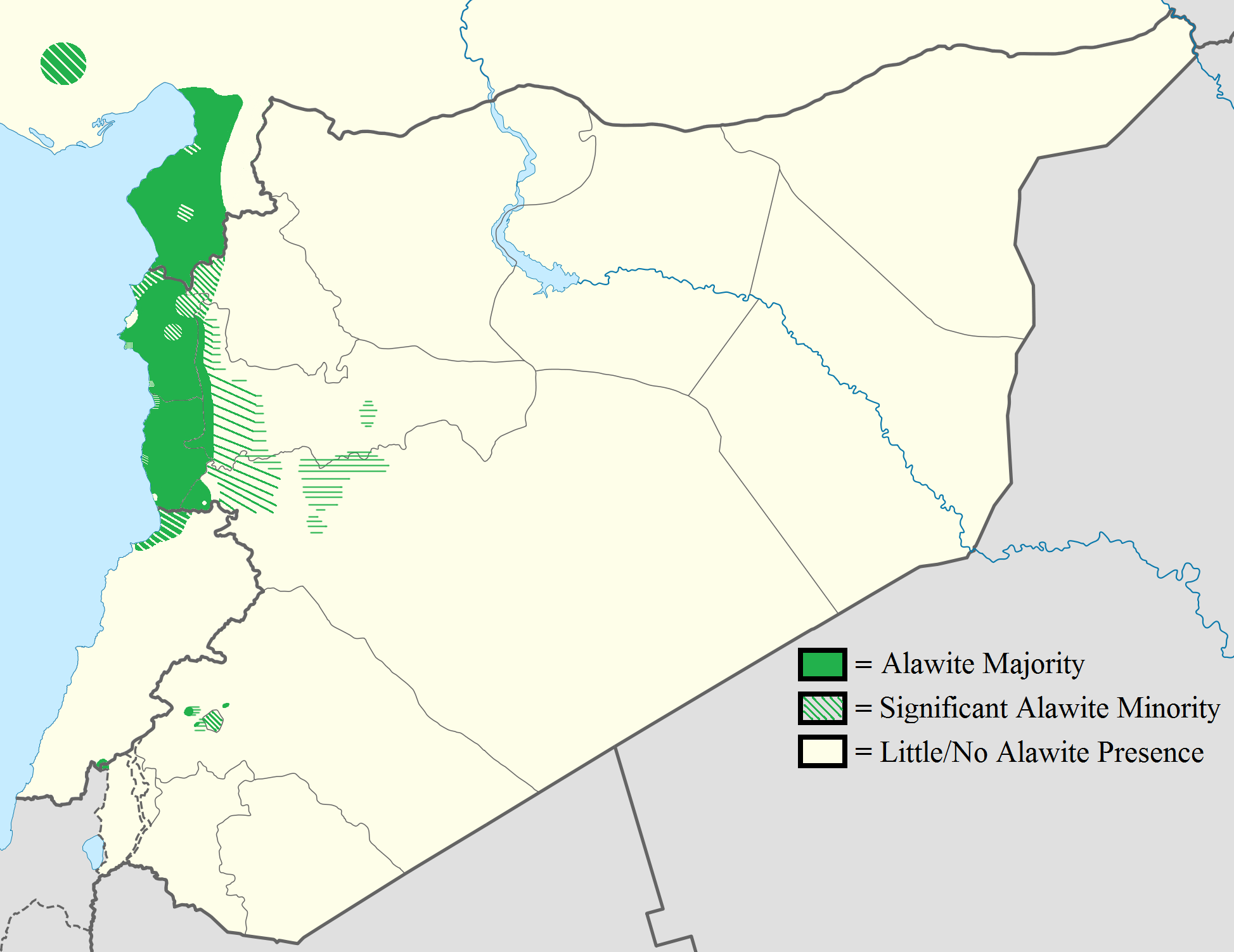
Mapa znázorňující rozšíření Alávitů v Sýrii a sousedních zemích

6. března 2025 eskalovaly boje v Latákii mezi syrskými bezpečnostními složkami a ozbrojenými skupinami loajálními bývalému prezidentovi. Konflikt zasáhl alavitská města, vyhlášeny byly zákazy vycházení. 7. března bylo reportováno přes 120 zabitých lidí. Dne 7. března 2025 začaly ozbrojené skupiny napadat alavitské čtvrti v Baniyasu, městě na pobřeží. Mezi útočníky byli členové Ministerstva obrany a Generální bezpečnostní služby Sýrie a údajně cizinci, včetně Turkmenů a Čečenců. Útočníci systematicky cíleně zabíjeli alavitské obyvatelé, muže popravovali na střechách a ulicích. SOHR hlásil 60 mrtvých v Baniyasu, včetně deseti žen a pěti dětí. V oblasti Hama probíhaly podobné útoky, včetně poprav v alavitské vesnici Arzah, kde bylo zabito 24 lidí skupinou, která šla dům od domu a byla vyzbrojena puškami AK-47. Dle SOHR bylo popraveno 40 lidí, video bylo potvrzeno CNN. V Sanobaru byli zastřeleni starosta a jeho tři synové. V Tishrinu byly zaznamenány další činy, včetně mučení a vraždění. Většina útoků byla prováděna jednotkami pro-turecké Syrské národní armády. K 8. březnu bylo hlášeno 162 zabitých civilistů a dalších 100 bezpečnostních složek a 15 civilistů zavražděných assádovými skupinami. Prezident al-Sharaa prohlásil, že éra odpuštění skončila a začala éra „očisty“ a „osvobození“. Dne 8. března 2025 zahájily Generální bezpečnostní síly instalaci kontrolních stanovišť v pobřežních městech Sýrie, aby zabránily dalším násilnostem. V Baniyasu se ozbrojené skupiny vrátily do již dříve napadených oblastí, kde pokračovaly v popravách, včetně celých rodin, žen a dětí. Někteří útočníci, kteří 7. března přijali platby nebo cennosti, se vrátili, aby zabili tyto osoby. Do večera SOHR hlásil 745 mrtvých, včetně 31 civilistů v Tuwaymu, z nichž 9 byly děti a 4 ženy. Útočníci často stříleli na civilisty na ulicích, kontrolovali doklady a zabíjeli osoby na základě jejich náboženské příslušnosti. Několik skupin, údajně spojených s Hay'at Tahrir al-Sham (HTS), včetně bojovníků ze sunnitských oblastí, vypálilo domy a zabíjelo civilisty ve vesnici Sharifa. K tomu došlo i v Muzayree, kde útočníci zničili majetek a zabíjeli obyvatele. V Latákii byly přerušeny dodávky elektřiny a vody, tisíce lidí utekly do hor nebo do Libanonu. Mezi oběťmi byli i křesťané a další náboženské menšiny. Mnozí alavité hledali útočiště na ruské vojenské základně Himimin, kde bylo zdokumentováno velké množství uprchlíků, kteří žádali mezinárodní ochranu. Dne 12. března SOHR zdokumentoval další masakry, při nichž bylo zabito 158 civilistů, převážně alavitů, v Hámě, Tartúsu a Latákii. SOHR varoval před manipulací s masovými hroby, které mohou být použity jako propaganda, aby se obvinili z masakrů Assadův režimu. Situace se uklidnila v alavitských oblastech, ale násilí pokračovalo na syrsko-libanonské hranici. Dle zprávy bylo v oblastech Latákie a Tartúsu přerušeno dodávání elektřiny, vody a potravin, a několik nemocnic bylo zničeno. Dva šíitští civilisté a jeden křesťan byli zabiti.